# 2e régiment de chasseurs parachutistes
Pour les articles homonymes, voir 2e régiment.
Le 2e régiment de chasseurs parachutistes est une des unités françaises les plus décorées de la Seconde Guerre mondiale. Elle est la seule unité non maritime à avoir obtenu la fourragère rouge au cours de ce conflit avec six citations à l'ordre de l'armée, le sous-marin Casabianca cumulant également six citations à l'ordre de l'armée et donc la même fourragère.
Connue dans l'armée britannique sous le nom de 4th SAS, cette unité fera l'objet du film Le Bataillon du ciel réalisé en 1947 par Alexander Esway d'après le livre éponyme de Joseph Kessel.

## Création et différentes dénominations
- 1er juillet 1943 : création du 1er bataillon d'infanterie de l'air
- 1er novembre 1943 : 4e bataillon d’infanterie de l’air
- 1er avril 1944 : renommé 4e régiment SAS ou 2e régiment de chasseurs parachutistes pour les Français
- 30 septembre 1946 : dissolution du régiment[2].

## Historique des garnisons, campagnes et batailles

### Seconde Guerre mondiale

#### Constitution de l'unité
Le 1er bataillon d'infanterie de l'air (1er BIA) est constitué le 1er juillet 1943 au camp d'Old Dean à Camberley à partir de volontaires et des 1re et 2e compagnies d'infanterie de l'air dont la création remonte au 15 septembre 1940.
Le bataillon, intégré aux forces aériennes françaises libres, est confié au commandant Fourcaud. Il compte alors 398 hommes répartis en quatre compagnies. Ses hommes sont tout d'abord brevetés parachutistes au Central Landing Etablishment (CLE) de Ringway.
L'unité est renommée 4e bataillon d’infanterie de l’air le 1er novembre 1943 et passe aux ordres du commandant Bourgoin, un manchot amputé du bras droit en février 1943 lors d'une mission reconnaissance en Tunisie. Le 4e BIA est joint au 3e BIA du commandant Chateau Jobert au sein d'une demi-brigade commandée par le lieutenant colonel Durand.
Il est à noter que de nombreux volontaires français suivront une formation parachutiste à l'école des troupes aéroportées de la 1re Brigade indépendante de parachutistes polonais à Largo, en Écosse, où 244 brevets polonais seront délivrés.
En avril 1944, les BIA, qui ont rejoint en décembre 1943 leurs homologues britanniques et belges au sein de la brigade SAS de l'Army air corps, prennent la dénomination de régiments : les 3e et 4e BIA deviennent respectivement les 3rd et 4th SAS Regiments pour les Britanniques et un peu plus tard, les 3e et 2e régiments de chasseurs parachutistes de l'Armée de l'air pour les Français.

#### Les opérations de Bretagne

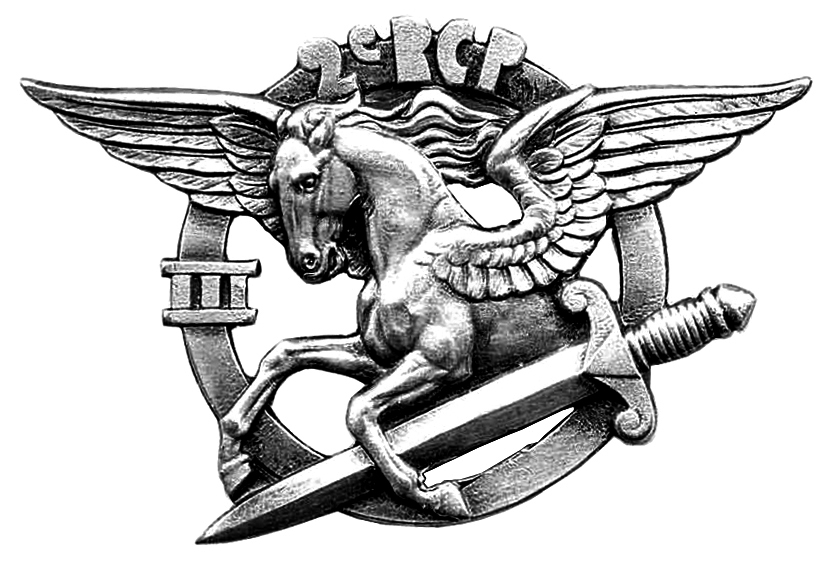
Insigne du 3e bataillon du 2e RCP

Le soir du 5 juin vers 22 h 30, heure anglaise (20 h 30 en Bretagne), quatre sticks SAS (36 hommes) respectivement aux ordres des capitaines Marienne, Deplante, Botella et Deschamps, embarquent dans deux quadrimoteurs Short Stirling de la RAF à destination de la Bretagne.
Les deux premières équipes sont parachutées, 2 heures plus tard, sur le secteur de Plumelec - Guéhenno, à 15 km du maquis de Saint-Marcel, Morbihan. Les deux autres en forêt de Duault dans les Côtes-d'Armor. Leur mission est d'établir des bases de sabotages dont les noms de code sont respectivement opération Dingson et opération Samwest.
Le stick du capitaine Marienne est repéré. Un important détachement géorgien l'encercle et au cours de l'accrochage qui s'ensuit le caporal Émile Bouétard est blessé puis achevé, Il est ainsi le premier mort de l'opération Overlord. Trois SAS sont faits prisonniers, les quatorze autres rejoignent le maquis de Saint-Marcel avec l'aide de la Résistance.
Pendant les mois de juin et juillet, les parachutistes SAS seront intégrés comme formateurs à l'utilisation des armes parachutées dans les maquis présents en Bretagne. Les forces d'occupation leur font la chasse, comme aux résistants : ils torturent et exécutent tous ceux qui sont suspects.
Le 17 juin 1944, pour la première fois dans l'histoire militaire, le lieutenant de La Grandière (compagnon) parachute 4 Jeeps (un parachute à chaque roue) sur le terrain Dingson près de Saint-Marcel. Les 4 jeeps arrivent intactes, mais n'auront pas d'utilité  opérationnelle.
Le 18 juin au matin, le camp composé de 2 500 maquisards et de 200 SAS est attaqué ; après des combats qui durèrent toute la journée, soutenus pendant une heure par l'aviation américaine, les Français réussiront à quitter Sérent et Saint-Marcel dans la nuit après avoir fait sauter leur dépôt de munitions.
Le 12 juillet à l'aube, un groupe de Feldgendarmes accompagnés de miliciens s'infiltre jusqu'au refuge du capitaine Marienne à Kerihuel, Plumelec où 18 hommes, parachutistes, maquisards et fermiers, sont fusillés.
Enfin, lorsque le 3 août, les blindés du général Patton atteignent Rennes. Le 4e bataillon SAS (ou 2e RCP) a perdu (tués, blessés, prisonniers), pendant deux mois de combat, 23 officiers et 195 hommes sur 50 officiers et 500 hommes (77 sont morts pour la libération de la Bretagne).

#### Les dernières opérations
Le combat SAS a parfois des conclusions imprévues. À Montceau-les-Mines, un groupe de parachutistes et une poignée de FFI, font croire à des forces ennemies très supérieures en nombre que l'effectif d'une division les encercle. Aussitôt, ils récupèrent 500 prisonniers, des chars et des canons. À la fin de la campagne, le 3e RCP a perdu 80 des siens sur un effectif de 400 hommes. Il a à son actif 5 500 ennemis mis hors de combat, 1 400 prisonniers environ et 382 véhicules divers.
Le 11 novembre 1944 à Paris, les hommes du 2e RCP ont reçu, des mains du général de Gaulle, la croix de la Libération. Le 2e RCP, qui porte le béret amarante depuis septembre, défile avec l'insigne SAS cousu sur celui-ci pour la première fois.
À Noël 1944, les parachutistes SAS, opèrent dans les Ardennes belges, dans le cadre de la contre-offensive de l'opération Von Runstedt. Les hommes du 4e régiment SAS (2e RCP) livrent la chasse aux commandos de Skorzeny. C'est dans cette opération que le capitaine Sasson Meyer, médecin du régiment, est mortellement touché par un tir ami d'une patrouille américaine.
Le 7 avril 1945, les deux RCP (770 hommes) sont parachutés aux Pays-Bas dans le cadre de l’opération Amherst.

### L'après guerre

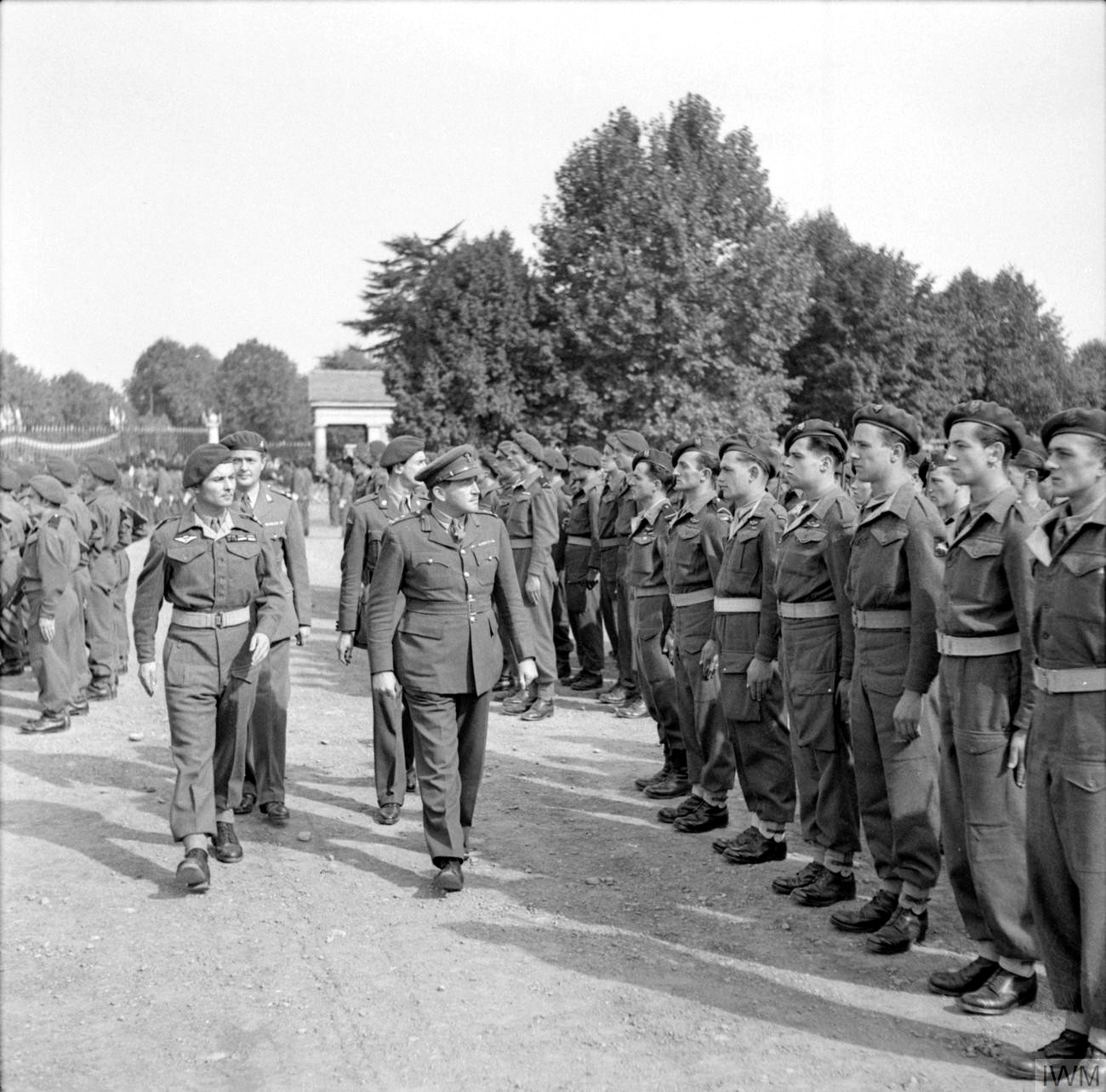
Le général britannique Mike Calvert, commandant des SAS, passe en revue pour la dernière fois les 3e et 4e SAS (2e régiment de chasseurs parachutistes et 3e régiment de chasseurs parachutistes) à Tarbes le 2 octobre 1945.

Le 1er août 1945, les 3e et 4e régiments SAS, pour les Français 3e et 2e RCP, sont transférés vers l'armée de terre. Ils vont bientôt fusionner pour former un unique 2e RCP qui s'installe à Tarbes. Le 2 octobre 1945, le général britannique Calvert commandant de la brigade SAS, leur rend visite et remet au 2e RCP leurs fanions ainsi qu'un chapeau de Napoléon et au 3e RCP un de Wellington, en signe d'amitié et de fraternité d'armes.
Le 2e RCP est dissout le 30 septembre 1946 et une partie de ses effectif iront au BCAP 11 nouvellement crée qui reprend la devise "Qui Ose Gagne" et devient la première véritable force spéciale française (CPIS de nos jours).
Un nouveau 2e RCP est mis sur pied et se voit confier le drapeau et le béret amarante. À sa dissolution, ses effectifs seront ventilés entre le 1er RCP et le 1er RICAP, tandis que son drapeau sera confié à la demi-brigade de Parachutistes SAS (infanterie métropolitaine), puis à la 1re demi-brigade de commandos parachutistes SAS d'Indochine. Cette dernière passera ensuite aux troupes coloniales en tant que demi-brigade coloniale de commandos parachutistes et deviendra plus tard le 1er RPIMa, conservant le drapeau, les décorations et les traditions du 2e RCP/SAS avec les Commandos parachutistes de l'air.
Ce "nouveau" 2e RCP de 1946 donnera par son 3e Bataillon, le 18e RCP qui participera au putsch d'Alger.

## Traditions

### Devise
Who dares wins, en français Qui ose gagne

### Insigne

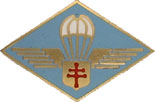
compagnie de chasseurs para. FFL.
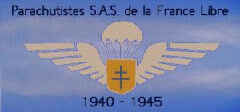
Logo du site FFLSAS consacré aux parachutistes SAS de la France libre 1940-1945.

### Drapeau
Il porte, peintes en lettres d'or dans ses plis, les inscriptions suivantes :
- Crète 1942
- Libye 1942
- Sud Tunisien 1943
- France 1944-1945
- Ardennes belges 1945
- Hollande 1945
- Indochine 1946-1954

### Décorations
- Croix de la Légion d'honneur
- Croix de Compagnon de la Libération
- Croix de guerre 1939-1945 avec 6 palmes
- Croix de Guerre belge
- Croix de Guerre néerlandaise
- Bronze Star Medal (US)

De plus il porte :
- La fourragère à la couleur de la Légion d'honneur (avec olive 1939-45)
- La fourragère des TOE (Demi-brigade SAS Indochine)
- La fourragère de Compagnon de la Libération depuis le 18 juin 1996 (reçue par le 1er RPIMa - héritier)

## Chefs de corps
- Capitaine Coulet : 1942 (1er BIA)
- Capitaine Lambert : 1943 (1er BIA)
- Chef de bataillon Fourcaud : juillet 1943 (1er BIA)
- Commandant Bourgoin : novembre 1943 (4e BIA)
- Commandant Puech-Samson : novembre 1944 (2e RCP)
- Lieutenant-colonel de Bollardière : 1er août 1945 (2e RCP)
- Colonel Reynier : 1945 (2e RCP)

## Personnalités ayant servi au sein du régiment
En tant qu'unité militaire décorée de la Croix de la Libération, le 2e Régiment de Chasseurs Parachutistes a compté dans ses rangs un certain nombre d'hommes  faits Compagnons de la Libération à titre individuel parmi lesquels plusieurs sont morts pour la France

### Compagnons Morts pour la France
- Philippe Fauquet (1921-1944), Mort pour la France le 12 octobre 1944 à Rouen
- Roger de La Grandière (1916-1944), Mort pour la France le 20 juin 1944 à Guégon
- Bernard Harent (1916-1944), Mort pour la France le 13 juin 1944 à Sérent
- Victor Iturria (1914-1944), Mort pour la France le 25 août 1944 au Gâvre
- Pierre Marienne (1908-1944), Mort pour la France le 12 juillet 1944 à Plumelec
- François Martin (1916-1944), Mort pour la France le 12 juillet 1944 à Plumelec
- Jean-Salomon Simon (1908-1945), Mort pour la France le 11 avril 1945 à Hoogeveen dans les rangs du 3e RCP. Au 1er BIA en 1941.
- Georges William Taylor (1924-1945), Mort pour la France le 8 avril 1945 sur le Canal d'Oranje

### Autres Compagnons de la Libération
- Antonin Betbèze (1910-1993), résistant, Compagnon de la Libération.
- Pierre-Louis Bourgoin (1907-1970), Député de Paris (1958-1970)
- Michel de Camaret (1915-1987), Ambassadeur de France, député européen (1984-1987)
- Michel Legrand (1918-1955), militaire en Indochine
- René Lesecq (1920-2010), général de brigade
- Louis Mairet (1916-1998), lieutenant-colonel au 22e BCA
- Pierre Puech-Samson (1915-2000), député de Mostaganem (1958-1962)
- André Varnier (1914-1949)
- Aloïzo Waleina (1913-1948?), Letton initialement engagé dans la 13ème DBLE [9]

### Autres personnalités ayant appartenu au2eRCP
- Lucien Neuwirth : député français, il est considéré comme le « père de la pilule » avec sa proposition de loi sur la régulation des naissances adoptée en 1967. Engagé au 4e bataillon d’infanterie de l’air en 1943, il combat en Bretagne puis est parachuté en Hollande où il échappe, miraculeusement, au peloton d’exécution.
- Jacques Bouffartigue, artiste peintre.

## Sources et bibliographie
- Henry Corta, Les Bérets Rouges, Amicale des Anciens Parachutistes S.A.S., 1952, 329 p.
- Henry Corta, Marie Chamming's, Joseph Jégo, Noël Créau et Philippe Reinhart, Qui ose gagne (France-Belgique 1943-1945, les parachutistes du 2e RCP / 4th SAS), Service historique de l'armée de terre, 1997, 296 p. (ISBN 978-2-86323-103-6)
- Jean Paulin, la rage au cœur, éditions marabout junior, 1958, 158 p.
- Collectif, Histoire des parachutistes français, Société de Production Littéraire, 1975.
- Roger Flamand, Paras de la France libre, Éditions Presses de la Cité, 1976, 317 p.  (ISBN 978-2-258-00036-0).
- Henri Deplante, La liberté tombée du ciel, Editions Ramsay, 1977, 250 p.  (ISBN 2859560157).
- Jack Quillet, Du maquis aux parachutistes S.A.S., Atlante éditions, juin 2008, 203 p.,  (ISBN 2-912671-264).
- David Portier, Les Parachutistes SAS de la France Libre 1940-1945, Éditions Nimrod, septembre 2010
- Serge Vaculik, Béret rouge - Scènes de la vie des commandos parachutistes S.A.S., Éditions Arthaud, 1952.
- Franck Segrétain, Opération Amherst, avril 1945 le raid des 2e etv3e RCP sur les pays bas. Revue Ligne de front no 24, mai-juin 2010  (ISSN 1953-0544)
- Paul Bonnecarrère, Qui ose vaincra, Fayard, 1971, 475 p., (livre de poche, 1975, 572 p.  (ISBN 2-253-01011-1)).
- Pierre Dufour, Chasseurs Parachutistes 1935-2005, éditions Lavauzelle, 2005  (ISBN 2-7025-1287-9).
- Olivier Porteau, Esquisse d’un bilan réévalué de l’action des parachutistes français en Bretagne : mission militaire et/ou politique ? , En Envor, revue d'histoire contemporaine en Bretagne, n°2, été 2013, article en ligne (lire en ligne).
- Olivier Porteau, L’Action combinée du 2e régiment de chasseurs parachutistes et de la Résistance bretonne dans le dispositif stratégique de l’opération Overlord, in Patrick Harismendy et Erwan Le Gall (dir.), Pour une histoire de la France Libre, Presses universitaires de Rennes, 2012, p. 107-123
- Stéphanie Trouillard, Mon oncle de l'ombre : Enquête sur un maquisard breton, Skol Vreizh, septembre 2018, 280 p. (ISBN 978-2-36758-089-0 et 2-36758-089-8).